# Нильма
Нильма — река в России, протекает по Лоухскому району Карелии.
Река берёт начало из ламбины без названия в семи километрах к западу от посёлка при станции Полярный Круг. Пересекает трассу Кола. Пересекает железную дорогу Санкт-Петербург — Мурманск и протекает в полукилометре севернее станции Полярный Круг.
На своём протяжении протекает через водоёмы:
- Сторонние
- Верхнее Нильмозеро
- Среднее
- Нижнее Нильмозеро

Впадает в Белое море у деревни Нильмогуба. Длина реки составляет 33 км, площадь водосборного бассейна 167 км².

## Данные водного реестра
По данным государственного водного реестра России относится к Баренцево-Беломорскому бассейновому округу, водохозяйственный участок реки — реки бассейна Белого моря от западной границы бассейна реки Нива до северной границы бассейна реки Кемь, без реки Ковда. Речной бассейн реки — бассейны рек Кольского полуострова и Карелии, впадает в Белое море.
Код объекта в государственном водном реестре — 02020000712102000001516.